# 내 마음속에 저장

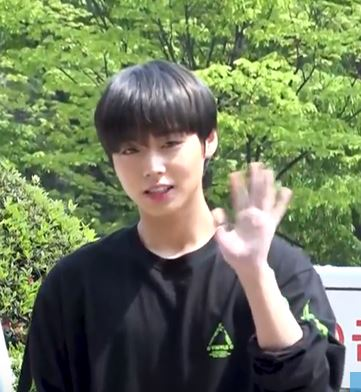
'내 마음속에 저장'을 유행시킨 워너원 박지훈의 모습

“내 마음속에 저장”은 대한민국의 유행어이자 유행 손짓이다. 2017년 워너원 박지훈이 《PRODUCE 101 시즌 2》 방송에 출연하며 사용했던 말과 손짓으로, 이후 큰 인기를 끌게 되었다.
2017년 한국콘텐츠진흥원이 선정한 상반기 콘텐츠 속 최고의 유행어로 선정하였다.
2017년 8월 17일, 문재인 대통령 취임 100일 기념 행사에서 임종석 대통령 비서실장을 비롯한 청와대 인사들 및 기자단 단체사진에서 해당 손짓을 사용하였다.
같은 해 9월 26일, 더불어민주당 추미애 대표와 우원식 원내대표도 국정감사 제보 안내 자료에서 해당 유행어와 손짓을 사용하였다.